# Cosmos 893
Cosmos 893, también denominado GVM DS-U2-IK, fue un satélite artificial soviético lanzado el 15 de febrero de 1977 para realizar estudios de la atmósfera superior y de la ionosfera. Fue lanzado mediante un cohete Kosmos 3 desde la base de Plesetsk.